# Paragon (banda)
Paragon é uma banda de heavy metal/power metal de Hamburgo, na Alemanha. Foi criada por Martin Christian.
O primeiro álbum, World of Sin, foi lançado em 1995. Desde então a banda lançou outros 11 álbuns, sendo o último, Controller Demolition, lançado em 2019. O Paragon já se apresentou ao lado de bandas como Gamma Ray, Saxon e Iron Savior, e apareceu em vários festivais, incluindo Wacken Open Air, Sweden Rock e HammerFest. 

## Formação

### Atual
- Andreas Babuschkin - vocal
- Jann Bünning - baixo
- Jan Bertram - guitarra
- Christian Gripp - bateria
- Wolfgang "Wolle" Tewes - guitarra

### Ex-membros
- Günny Kruse - guitarra / backing vocal
- Martin Christian - guitarra / backing vocal
- Dirk Seifert - baixo

## Discografia
- World of Sin (1995)
- The Final Command (1998)
- Chalice of Steel (1999)
- Steelbound (2001)
- Law of the Blade (2002)
- The Dark Legacy (2003)
- Revenge (2005)
- Forgotten Prophecies (2007)
- Screenslaves (2008)
- Force Of Destruction (2012)
- Hell Beyond Hell (2016)
- Controller Demolition (2019)